# The Crossing
The Crossing je americký sci-fi seriál televizní seriál společnosti ABC. Premiérový díl byl vysílaný 2. dubna 2018. Dne 11. května 2018 stanice zrušila seriál po odvysílání první řady.

## Obsazení
- Steve Zahn jako Jude Miller
- Sandrine Holt jako Emma Ren
- Natalie Martinez jako Reece
- Georgina Haig jako Dr. Sophie Forbin
- Bailey Skodje jako Leah
- Rick Gomez jako Nestor
- Grant Harvey jako  Roy
- Jay Karnes jako Craig Lindauer
- John D'Leo jako Will
- Kelly Missal jako Hannah
- Tommy Bastow jako Marshall
- Luc Roderique jako Bryce
- Marcuis Harris jako Caleb
- Simone Kessell jako Rebecca

## Seznam dílů
| Č. v seriálu | Původní název                     | Režie                | Scénář                                 | Datum premiéry  | Sledovanost v USA (v milionech diváků) |
| ------------ | --------------------------------- | -------------------- | -------------------------------------- | --------------- | -------------------------------------- |
| 1            | Pilot                             | Rob Bowman           | Dan Dworkin a Jay Beattie              | 2. dubna 2018   | 5,40                                   |
| 2            | A Shadow Out of Time              | David Von Ancken     | Dan Dworkin a Jay Beattie              | 9. dubna 2018   | 4,48                                   |
| 3            | Pax Americana                     | Ken Girotti          | Michael Narducci                       | 16. dubna 2018  | 4,09                                   |
| 4            | The Face of Oblivion              | Tara Nicole Weyr     | Evan Bleiweiss                         | 23. dubna 2018  | 4,08                                   |
| 5            | Ten Yearrs Gone                   | Jeffrey Hunt         | Rebecca Sonnenshine                    | 30. dubna 2018  | 3,62                                   |
| 6            | LKA                               | Hanelle M. Culpepper | Vivian Tse                             | 7. května 2018  | 3,67                                   |
| 7            | Some Dreamers of the Golden Dream | Alrick Riley         | Deirdre Mangan                         | 14. května 2018 | 3,53                                   |
| 8            | The Long Morrow                   | David Boyd           | Sabir Pirzada                          | 28. dubna 2018  | 2,53                                   |
| 9            | Hope Smiles from the Threshold    | P. J. Pesce          | Matt Olmstead                          | 4. června 2018  | 2,92                                   |
| 10           | The Androcles Option              | Alex Zakrzewski      | Michael Narducci a Rebecca Sonnenshine | 9. června 2018  | 2,09                                   |
| 11           | These are the Names               | David von Ancken     | Dan Dworkin a Jay Beattie              | 9. června 2018  | 2,10                                   |